# Les Premiers Hommes dans la Lune (film, 1919)
Pour les articles homonymes, voir Les Premiers Hommes dans la Lune (homonymie).
Pour plus de détails, voir Fiche technique et Distribution.
Les Premiers Hommes dans la Lune (titre original : The First Men in the Moon) est un film muet britannique en noir et blanc, réalisé par Bruce Gordon et JLV Leigh, sorti en 1919. 
Le scénario est tiré du roman de science-fiction de H. G. Wells, Les Premiers Hommes dans la Lune publié en 1901. Il s'agit de la première adaptation du roman, qui sera suivie par nombre d'autres tant sur grand écran, qu'à la radio et en vidéo.
En août 2010, le film, qui n'était pas conservé au BFI National Archive, est répertorié comme l'un des « 75 Most Wanted » sur la liste des films perdus du British Film Institute. Certaines images fixes provenant de la production et un résumé de l'intrigue subsistent toujours.

## Fiche technique
- Réalisation : Bruce Gordon

## Distribution
- Bruce Gordon : Hogben
- Heather Thatcher : Susan
- Hector Abbas (en) : Sampson Cavor
- Lionel d'Aragon (en) : Rupert Bedford
- Cecil Morton York (en) : Grand Lunar